# سکو توره (بازیکن فوتبال)
سکو توره (انگلیسی: Sékou Touré؛ ۱ مهٔ ۱۹۳۴ – ۳۰ نوامبر ۲۰۰۲) بازیکن فوتبال اهل ساحل عاج بود.
از باشگاه‌هایی که در آن بازی کرده‌است می‌توان به باشگاه فوتبال نیم المپیک، باشگاه فوتبال ای‌اس‌ای‌سی میموزاز، باشگاه فوتبال سوشو، باشگاه فوتبال مون‌پلیه، و باشگاه فوتبال نیس اشاره کرد.